# Paul Ruttmann
Paul Ruttmann (* 22. August 1985) ist ein österreichischer Polizeibeamter, der im Rudersport und als Triathlet aktiv ist.
Er ist dreifacher und amtierender Staatsmeister auf der Triathlon-Langdistanz (2018, 2019, 2022), Staatsmeister auf der Triathlon-Kurzdistanz (2021) und wird in der Bestenliste Österreicher Triathleten auf der Ironman-Distanz geführt.

## Werdegang

### Rudersport (2002 bis 2013)
Paul Ruttmann startete in den Jahren 2002 und 2003 bei den Junioren-Weltmeisterschaften im Rudern in der offenen Gewichtsklasse und stieg dann um in den Leichtgewichtsbereich. In den Jahren 2004 bis 2007 konnte er sich jeweils für die U23-Weltmeisterschaften im Rudern qualifizieren und gewann 2007 die Silbermedaille im Leichtgewichts-Vierer ohne Steuermann. Von 2006 bis 2010 startete er viermal bei Ruder-Weltmeisterschaften und holte als bestes Ergebnis den sechsten Platz bei der WM 2008 in Linz-Ottensheim im Zweier ohne Steuermann der Leichtgewichte. In den Jahren 2006, 2007 und 2010 startete er im Leichtgewichts-Vierer ohne Steuermann für Österreich. 2013 gewann er die Staatsmeisterschaft im Achter.
Seine sportlichen Erfolge im Rudersport umfassen:
- Ruder-Weltmeisterschaften 2006: Platz 19 im Leichtgewichts-Vierer ohne Steuermann mit Paul Sommeregger, Bernd Wakolbinger, Paul Ruttmann und Uwe Daxböck
- Ruder-Weltmeisterschaften 2007: Platz 16 im Leichtgewichts-Vierer ohne Steuermann mit Dominik Sigl, Oliver Komaromy, Paul Ruttmann und Christian Rabel
- Ruder-Weltmeisterschaften 2008: Platz 6 im Leichtgewichts-Zweier ohne Steuermann mit Juliusz Madecki und Paul Ruttmann
- Ruder-Europameisterschaften 2010: Platz 11 im Leichtgewichts-Vierer ohne Steuermann mit Alexander Rath, Paul Ruttmann, Dominik Sigl und Oliver Komaromy
- Ruder-Weltmeisterschaften 2010: Platz 13 im Leichtgewichts-Vierer ohne Steuermann mit Dominik Sigl, Oliver Komaromy, Paul Ruttmann und Christian Rabel
- Österreichische Staatsmeisterschaften 2013: Platz 1 im Achter in einer Renngemeinschaft[1]

### Triathlon (2013 bis 2023)
Im September 2013 beendete er seine Karriere im Rudersport und war als Triathlet aktiv. Sein Freund Christian Birngruber bewog ihn zu diesem Neuanfang. Er startet für den Verein PSV TRiLinz und ist Mitglied des Triathlon-Kaders des Österreichischen Polizeisportverbandes.
Im Juli 2015 wurde er Vizestaatsmeister auf der Mitteldistanz (1,9 km Schwimmen, 88,5 km Radfahren und 21,1 km Laufen) beim Trumer Triathlon.
Im Juni 2018 wurde er Dritter bei der Europameisterschaft Polizei-Meisterschaften Triathlon. Am 1. September wurde er Staatsmeister auf der Triathlon-Langdistanz beim Austria-Triathlon und er konnte diesen Titel 2019 erfolgreich verteidigen.
Im Juli 2021 gewann er den Gmunden Triathlon auf der olympischen Distanz und zwei Wochen später wurde er beim Mostiman Triathlon österreichischer Staatsmeister auf der Kurzdistanz.
Im Jänner 2023 erklärte der 37-Jährige seine aktive Zeit als Triathlet für beendet.

### Rudersport (ab 2023)
2023 nahm Ruttmann wieder am Regattarudern teil. 2024 siegte er zusammen mit Konrad Hultsch im Leichtgewichts-Zweier ohne Steuermann bei den Europameisterschaften in Szeged und bei den Weltmeisterschaften in St. Catharines.

## Sportliche Erfolge
| Datum/Jahr    | Rang | Wettbewerb                                           | Austragungsort  | Zeit     | Bemerkung |
| ------------- | ---- | ---------------------------------------------------- | --------------- | -------- | --- |
| 24. Juli 2021 | 1    | ÖTRV Staatsmeisterschaft Triathlon Kurzdistanz       | Wallsee         | 01:48:25 | Triathlon-Staatsmeister über die olympische Distanz, beim Mostiman Triathlon                                 |
| 10. Juli 2021 | 1    | Gmunden Triathlon                                    | Gmunden         | 01:51:49 | Sieger auf der olympischen Distanz                                                                           |
| 12. März 2021 | 10   | Ironman 70.3 Dubai                                   | Dubai           | 03:38:28 | |
| 12. Juli 2020 | 3    | Gmunden Triathlon                                    | Gmunden         | 01:01:35 | im Salzkammergut (750 m Schwimmen, 25 km Radfahren und 5 km Laufen)                                          |
| 5. Juni 2018  | 3    | USPE Europäische Polizeimeisterschaften im Triathlon | Almere          | 01:53:56 | Polizei-Europameisterschaft auf der olympischen Distanz (1,5 km Schwimmen, 40 km Radfahren und 10 km Laufen) |
| 5. Mai 2018   | 1    | Triathlon Ober-Grafendorf                            | Ober-Grafendorf | 01:49:58 | Sieger auf der olympischen Distanz                                                                           |
| 24. Juni 2017 | 1    | Steeltownman                                         | Linz            |          | Sieger auf der Kurzdistanz                                                                                   |
| 27. Jan. 2017 | 15   | Ironman 70.3 Dubai                                   | Dubai           | 03:54:41 | Mitteldistanz                                                                                                |
| 19. Juli 2015 | 2    | ÖTRV Staatsmeisterschaft Triathlon Mitteldistanz     | Obertrum am See | 04:12:08 | Vizestaatsmeister beim Trumer Triathlon                                                                      |
| 4. Juli 2015  | 1    | Steeltownman                                         | Linz            |          | Sieger auf der Kurzdistanz                                                                                   |
| 8. Juni 2015  | 2    | Linz-Triathlon                                       | Linz            | 04:07:17 | bei der elften Austragung (1,9 km Schwimmen, 90 km Radfahren und 21,1 km Laufen) hinter Michael Raelert      |
| 6. Sep. 2014  | 1    | Austria-Triathlon                                    | Podersdorf      |          | Sieger auf der Halbdistanz                                                                                   |
| 5. Juli 2014  | 1    | Steeltownman                                         | Linz            | 01:58:03 | Sieger am Pichlinger See                                                                                     |
| 31. Mai 2014  | 1    | Linz-Triathlon                                       | Linz            | 04:15:57 | Sieger Halb-Ironman                                                                                          |

| Datum/Jahr   | Rang | Wettbewerb                                     | Austragungsort | Zeit     | Bemerkung                                        |
| ------------ | ---- | ---------------------------------------------- | -------------- | -------- | ------------------------------------------------ |
| 3. Sep. 2022 | 1    | ÖTRV Staatsmeisterschaft Triathlon Langdistanz | Podersdorf     | 07:47:53 | Staatsmeister Langdistanz beim Austria-Triathlon |
| 7. Juli 2019 | 1    | ÖTRV Staatsmeisterschaft Triathlon Langdistanz | Klagenfurt     | 08:36:06 | Staatsmeister Langdistanz beim Ironman Austria   |
| 1. Sep. 2018 | 1    | ÖTRV Staatsmeisterschaft Triathlon Langdistanz | Podersdorf     | 08:35:40 | Staatsmeister Langdistanz beim Austria-Triathlon |
| 5. Sep. 2015 | 3    | ÖTRV Staatsmeisterschaft Triathlon Langdistanz | Podersdorf     | 08:32:51 | Staatsmeisterschaft beim Austria-Triathlon       |

| Datum/Jahr    | Rang | Wettbewerb            | Austragungsort | Zeit     | Bemerkung |
| ------------- | ---- | --------------------- | -------------- | -------- | --------- |
| 31. Dez. 2019 | 1    | Silvesterlauf Gmunden | Gmunden        | 00:20:00 | 6,2 km    |

(DNF – Did Not Finish)